# Storm Reid
Storm Reid (Atlanta, Georgia, EUA, 1 de juliol de 2003) és una actriu estatunidenca. Entre les seves primeres funcions cinematogràfiques, apareix a la pel·lícula de drama 12 anys d'esclavitud (2013) i a la pel·lícula de superherois Sleight (2016). El seu primer gran paper va ser a la pel·lícula de fantasia A Wrinkle in Time (2018), per la qual va rebre nominacions al Teen Choice Award i al NAACP Image Award. Des d’aleshores ha aparegut a la pel·lícula de suspens Don't Let Go (2019), per la qual va ser elogiada la seva interpretació, a la minisèrie de Netflix When They See Us (2019) i a la pel·lícula de terror The Invisible Man (2020).
Reid va tenir papers secundaris a la minisèrie de Netflix When They See Us (2019) i a la sèrie dramàtica de HBO Euphoria (2019-2022). Per interpretar a Riley Abel a l'episodi "Left Behind" de la sèrie dramàtica The Last of Us (2023), Reid va guanyar el premi Primetime Emmy a la millor actriu convidada en una sèrie dramàtica. Des de llavors, ha interpretat papers principals a la pel·lícula de misteri Missing (2023) i a la pel·lícula de terror La monja 2 (2023).

## Primers anys
Reid va néixer l'1 de juliol de 2003 a Atlanta, Geòrgia, filla de Rodney i Robyn Simpson Reid. És la més petita dels seus germans. Des de petita, Reid aspirava a ser actriu i, als 9 anys, ella i la seva família es van traslladar a Los Angeles perquè ella continuara interpretant.

## Carrera
Reid va començar la seva carrera professional com a actriu des de jove, debutant amb la pel·lícula de televisió A Cross To Bear el 2012. El 2013, va actuar com a Emily a la pel·lícula dramàtica 12 anys d'esclavitud, que va rebre elogis de la crítica. El 2016 va actuar com a Tina a la pel·lícula dramàtica de ciència-ficció Sleight, la germana menor del protagonista de la pel·lícula, Bo. La pel·lícula va ser un èxit i va ser rebuda positivament. També el 2016, va actuar a la pel·lícula Lea to the Rescue, que formava part de la saga de pel·lícules American Girl. Reid va fer nombroses aparicions a la televisió, entre les quals destaquen The Thundermans, Adam Party's House Party, NCIS: Los Angeles i Chicago PD.

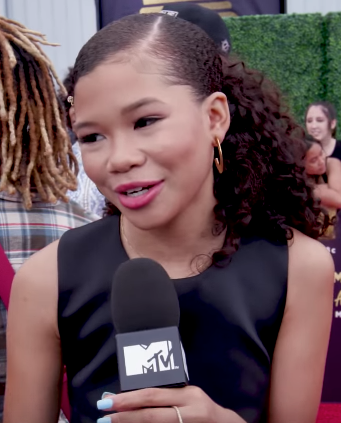
Reid el 2018

El 2017 va aparèixer com a Patricia a la pel·lícula de comèdia i drama A Happening of Monumental Proportions, que la crítica havia rebut negativament. El 2018, va ser escollida com a Meg Murry a A Wrinkle in Time d’Ava DuVernay, que es basava en la novel·la homònima. Tot i que la pel·lícula es va considerar un frcàs, l'actuació de Reid va guanyar elogis de la crítica i, pel seu paper, va rebre una nominació al Teen Choice Award i una nominació al NAACP Image Award. El 2019, va actuar com a Lisa en dos episodis de la sèrie limitada de Netflix When They See Us que va ser aclamada per la crítica.
També el 2019, Reid va participar en el paper principal de Gia Bennett, la germana menor de la protagonista de la sèrie, Rue Bennett, a la sèrie d'HBO Euphoria. La sèrie va rebre l'aclamació de la crítica i s'ha renovat per una segona temporada. El mateix any, va començar a donar veu a Nia a la sèrie de Hulu The Bravest Knight, i va coprotagonitzar amb David Oyelowo la pel·lícula dramàtica Don't Let Go com a Ashley, per la qual les actuacions d’ella i d’Oyelowo van ser rebudes positivament. El web de crítiquees FilmSnobReviews va escriure: "Storm Reid i David Oyelowo porten a la pantalla una actuació plena d'emocions, captant el dolor i la confusió fins a la perfecció".
El 2020, Reid va actuar com a Sydney Lanier, filla de James Lanier, en la pel·lícula de terror de ciència-ficció The Invisible Man, que va rebre elogis de la crítica. El mateix any, va rebre una nominació al BET YoungStars Award. Reid es va unir al repartiment de la pel·lícula de superherois The Suicide Squad el 2019, i es va estrenar el 2021. L'any següent, va protagonitzar al costat de Colson Baker, Kevin Bacon i Travis Fimmel a la pel·lícula d'acció de conjunt One Way. Reid també va tindre papers principals a la pel·lícula de misteri/thriller Missing, que es va rodar durant la pandèmia de la COVID-19, i la pel·lícula de terror sobrenatural The Nun 2. El 2023 va aparèixer com a Riley Abel a The Last of Us.

## Vida privada
El febrer de 2017, Reid estava en una relació amb l'actor Sayeed Shahidi. El 2021, va començar a assistir a la Universitat del Sud de Califòrnia.